# Metro footy
Pour les articles homonymes, voir Footy.
Le Metro Footy  est une version modifiée du football australien se jouant soit sur un terrain de football américain, de football canadien, de rugby ou de football qui prédomine aux États-Unis d'Amérique. Les raisons du développement du Metro Footy est dû essentiellement au fait qu'il existe peu de terrains du type de ceux utilisé au football australien mais aussi pour faciliter un meilleur recrutement dans les équipes de football australien en utilisant un nombre moins important de joueurs et en favorisant la tenue d'un plus grand nombre de matchs.
Le nombre de joueurs est de 9 et les matchs se jouent sur un terrain de 110 mètres sur 50.Les équipes qui jouent ce type de football australien alimentent les équipes jouant avec le nombre normal de joueurs (18) au football australien comme les équipes participants à la Mid American Australian Football League ou les compétitions comme le Championnat américain de football australien et permettent ainsi l'introduction de joueurs américains dans le football australien.
De nombreux clubs de la United States Australian Football League participe au Metro Footy.

## Ligue de Metro Footy League
- Arizona Australian Rules Football League (AZAFL)
- Atlanta Metro Footy League
- Baltimore Washington Eagles Metro Competition
- Boston Demons Australian Rules Football Club
- Chicago Australian Football Association
- Dallas Ozball Touch Competition
- Denver Metro Footy League
- Florida Metro Footy League
- Fort Irwin League
- Kansas City Metro Footy League
- Milwaukee Metro League
- Nashville Australian Football League
- New England Metropolitan Australian Rules Football League
- New York Metro Footy League
- North Carolina Metro Footy League (NCAFL)
- Philadelphia Metro Footy League
- Portland Metro Footy League
- San Diego Metro Footy League
- Seattle Metro Footy League
- Southern California Australian Football League (SCAFL)
- Southern Ontario Australian Football League (SOAFL)
- Texas Australian Football League (TXAFL)
- Western Pennsylvania Australian Football Metro League (WPAFML)

## Sources
Cet article est la traduction française de l'article en anglais de wikipédia "Metro Footy".